# Запорізький міський дитячий ботанічний сад
Запорі́зький міськи́й дитя́чий ботані́чний сад — ботанічний сад в Україні. Розташований у місті Запоріжжя, в Шевченківському районі, на вул. Чарівній, 11.
Профільний позашкільний навчально-виховний заклад.

## Загальні відомості
Площа 14,6 га. Статус присвоєно згідно з рішенням Запорізького облвиконкому від 25.09.1984 року № 315. Входить до складу природно-заповідного фонду України, охороняється як національне надбання світової системи природних ресурсів. В 1992 році Запорізький міський дитячий ботанічний сад вступив до асоціації ботанічних садів України. 
Час роботи з 8.00 до 16.00 без перерви та вихідних. Директор — Єрьоміна Тамара Іванівна.

## Історія
Рішення про створення дитячого ботанічного саду було прийнято Запорізьким міськвиконкомом 18 березня 1958 року. Директором ботанічного саду призначено Балюту Володимира Андрійовича. 29 жовтня 1958 року почалися перші роботи по розчистці пустиря і звалища — школярі міста разом з колективом ботанічного саду розчистили завали і посадили перші дерева та кущі, розбили квітники. 
Перші роки задачею колективу саду було освоєння засміченої території, тому висаджувались тільки кілька видів тополь, 3 види бузку, 3 види дубів, 5 видів кленів та один вид берези. 
Завдяки праці колективу, учнів профтехучилищ, старшокласників та їхніх батьків вже в 1977 році до послуг юннатів було 6 теплиць, які об'єднанні в один комплекс і 3 теплиці під синтетичною плівкою. Загальна площа теплиць на той час складала 1200 м². Колекція рослин нараховувала 10 тисяч дерев і 6 тисяч кущів близько 200 видів. 
Квітники, які були гордістю саду, займали площу понад 2,5 га. З весни до глибокої осені вони постійно зберігали свій квітучий вид. Всього у квітниках було майже 1000 сортів різноманітних квітів, в тому числі: 163 сорти хризантем, 118 сортів жоржини, 112 сортів айстр, 75 сортів тюльпанів та багато інших. 
Завдяки зв'язкам з іншими ботанічними садами постійно поповнювалась і поповнюється колекція рослин ботанічного саду.

## Сучасність
Колекція саду налічує близько 4 тисяч видів і сортів рослин. Тут зібрані унікальні хвойні, тропічні та субтропічні рослини, понад 130 сортів троянд. 
Він має 20 теплиць площею 2000 м². У 18 гуртках займається 600 школярів. До його складу входять навчальний корпус, дендропарк, оранжереї «Кактусарій» та «Зимовий сад», комплекс теплиць «Лимонарій», «Папороті», «Хризантеми», «Розарій», «Кали», квітники, альпінарії. У оранжереї «Кактусарій» представлені агава американська, юка, пейрескія, мамілярії, молочаї та інші. У «Лимонарії» ростуть лимони вагою 700–800 грам; тут можна побачити і інші цитрусові: мандарини (вид «Благородний»), апельсини (сорти «Вашингтон Невіл», «Павловський»), кумкват (японський і китайський), грейпфрут (сорт «рожевий»), а також карамболу, інжир, хурму. У «Зимовому саду» можна побачити банани, фініки і бамбук. Висота низки рослин сягає декількох метрів. В оранжереї «Розарій» представлені чайно-гібридні, мініатюрні, плетисті троянди. У «Фондовій теплиці» ростуть медініла, каладіум, цисус триколір, пасифлора, саговник, маранта, калатея, ктенанте, целогіна, антуріум кришталевий, мурая, аукуба та багато інших екзотичних рослин. 
Наприкінці 2017 року проведена реконструкція теплиць, побудованих у 1960-х роках,— встановлений новий каркас та замінено скління. Висота теплиці «Зимовий сад» збільшена з 8 до 10 метрів.

## Директори ботанічного саду
- Балюта Володимир Андрійович (1958—1989)
- Коваленко Генадій Петрович (1989—1994)
- Олійник Микола Захарович (1994)
- Сабадіна Ганна Федорівна (1994—1998)
- Єрьоміна Тамара Іванівна (з 1998 року)

## Галерея

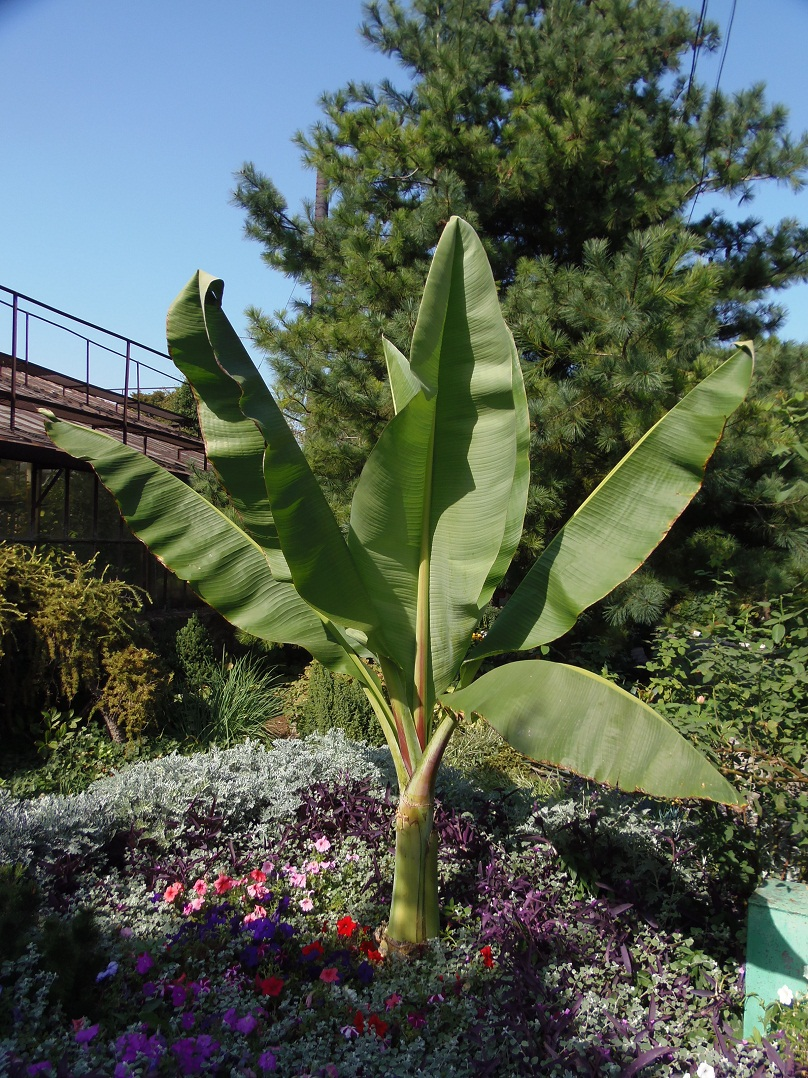
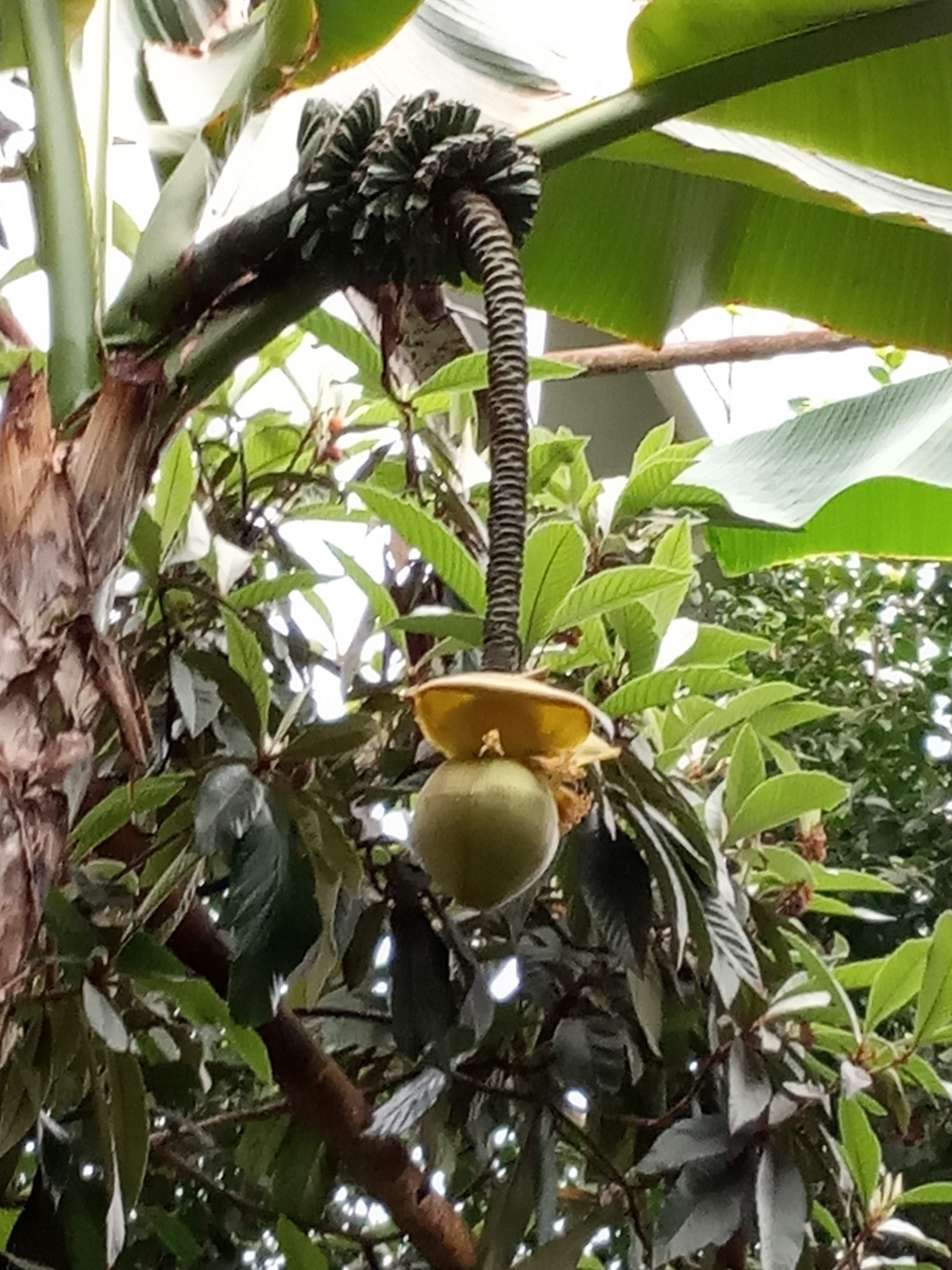
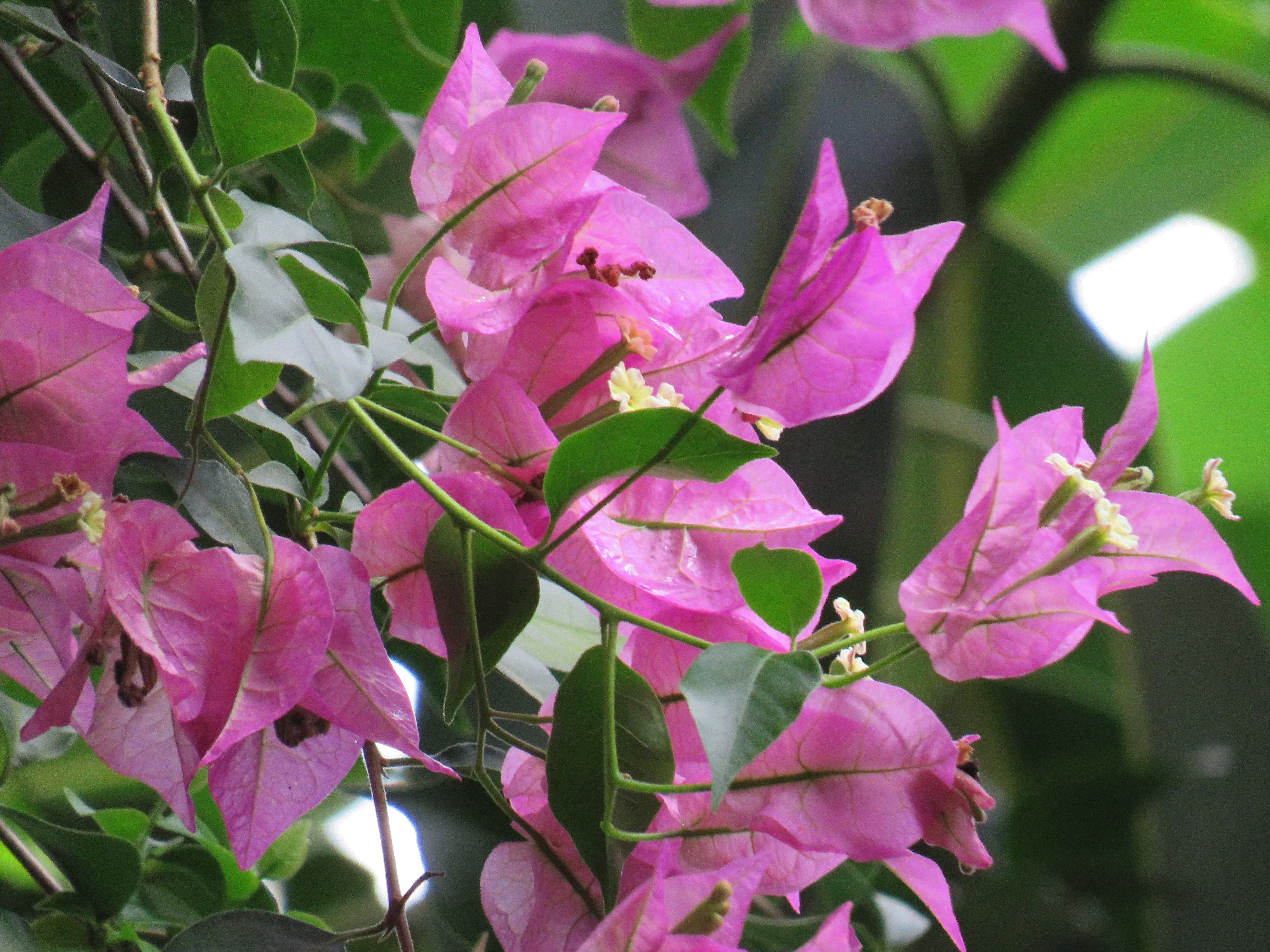
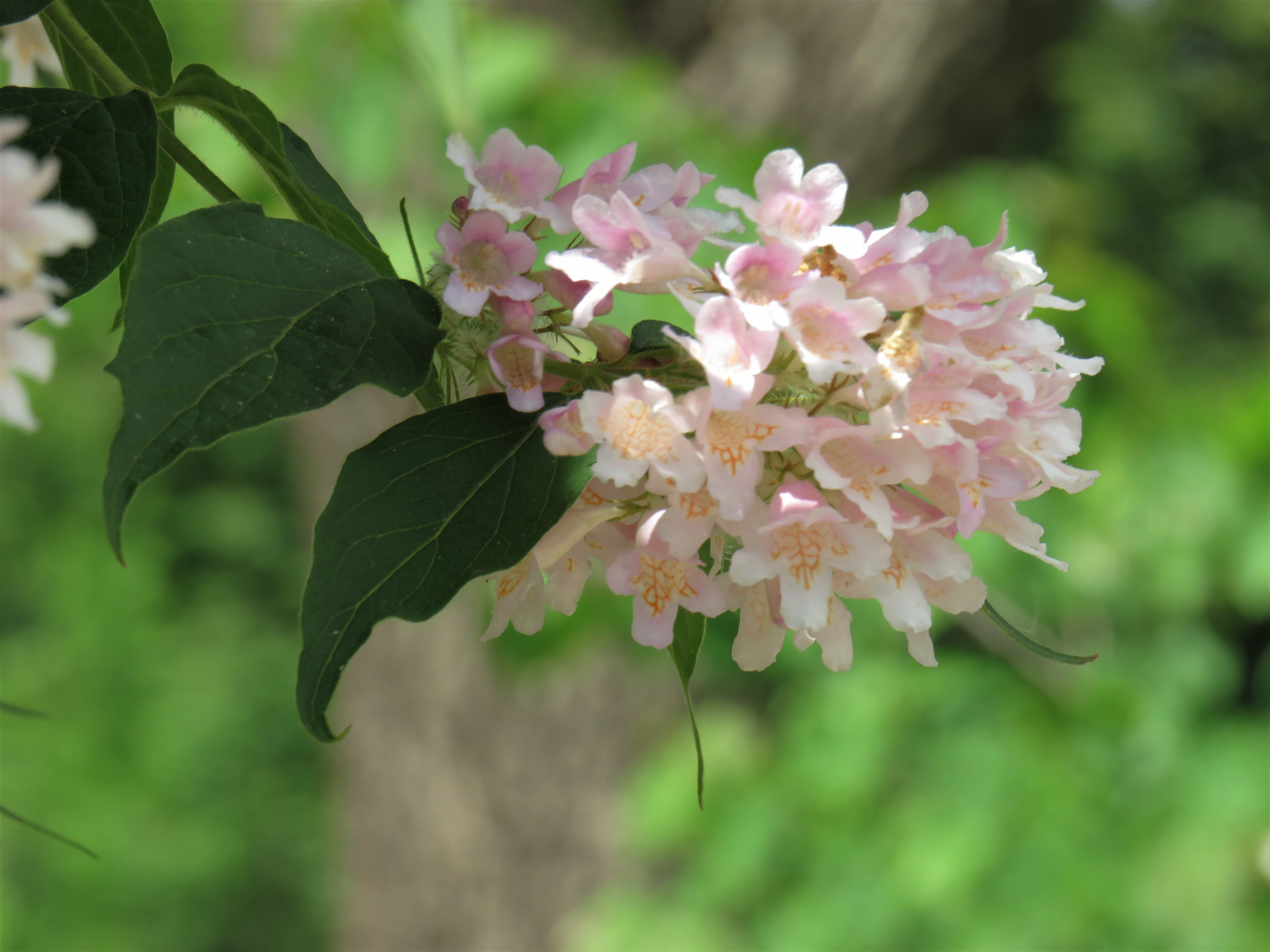
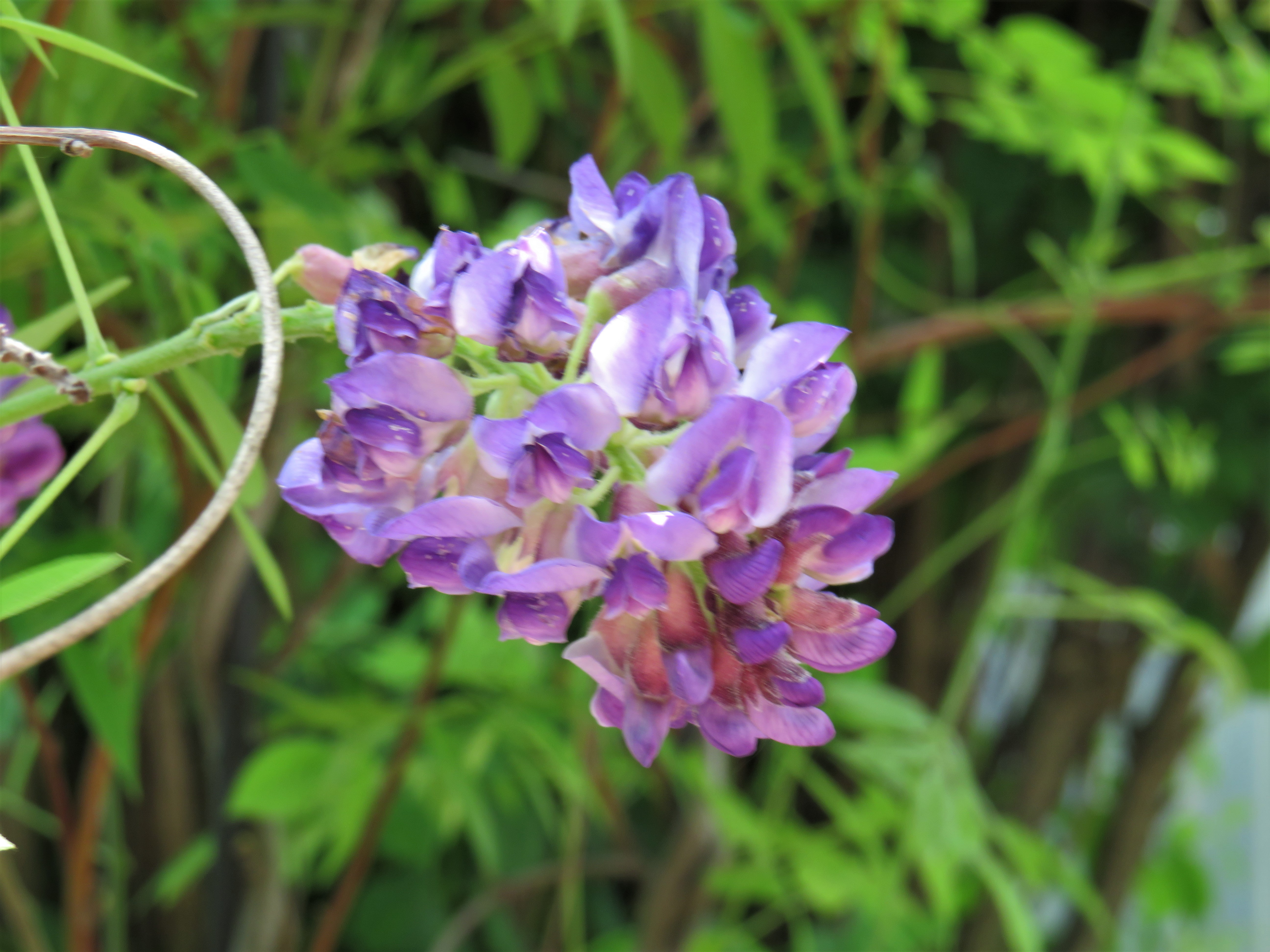
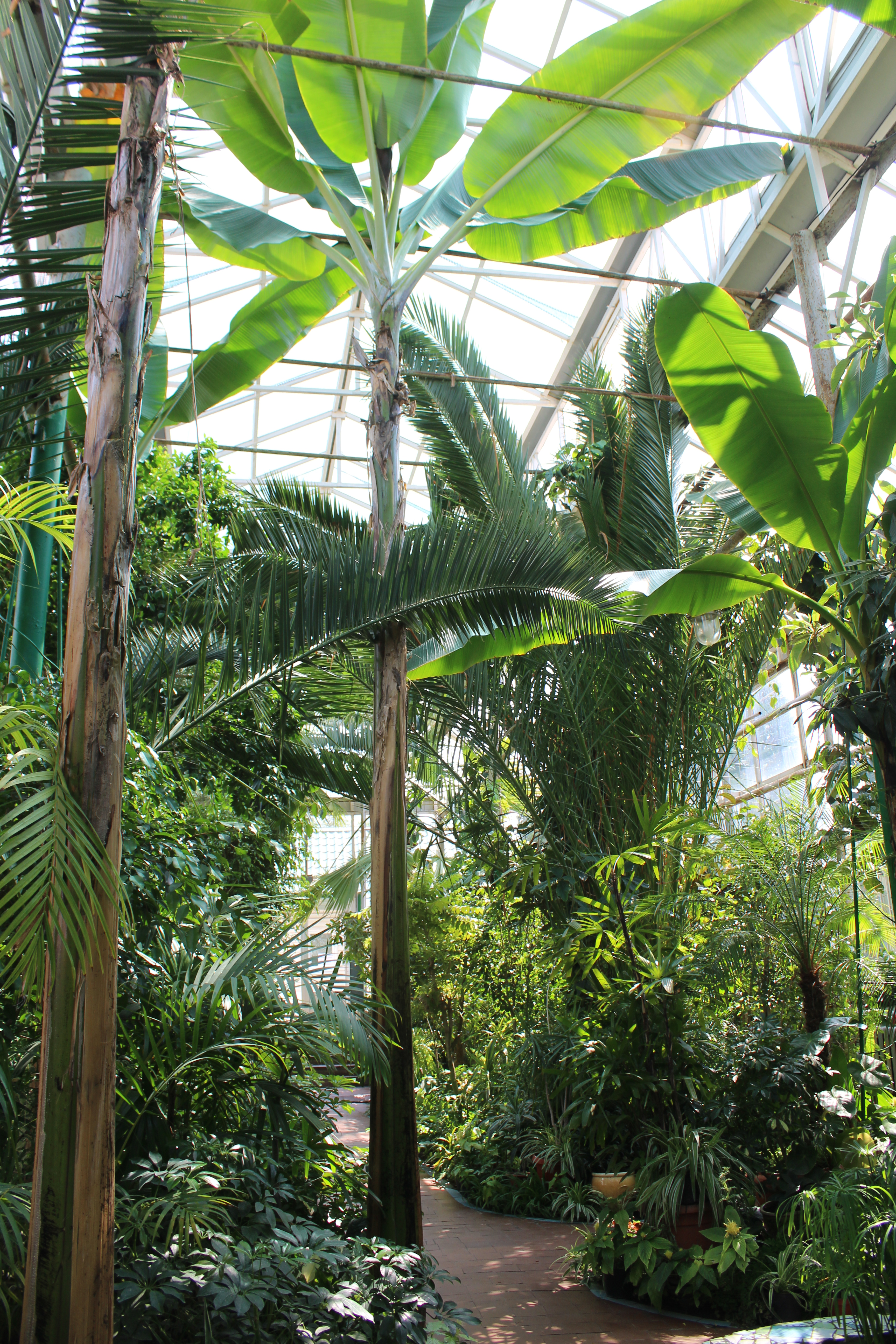
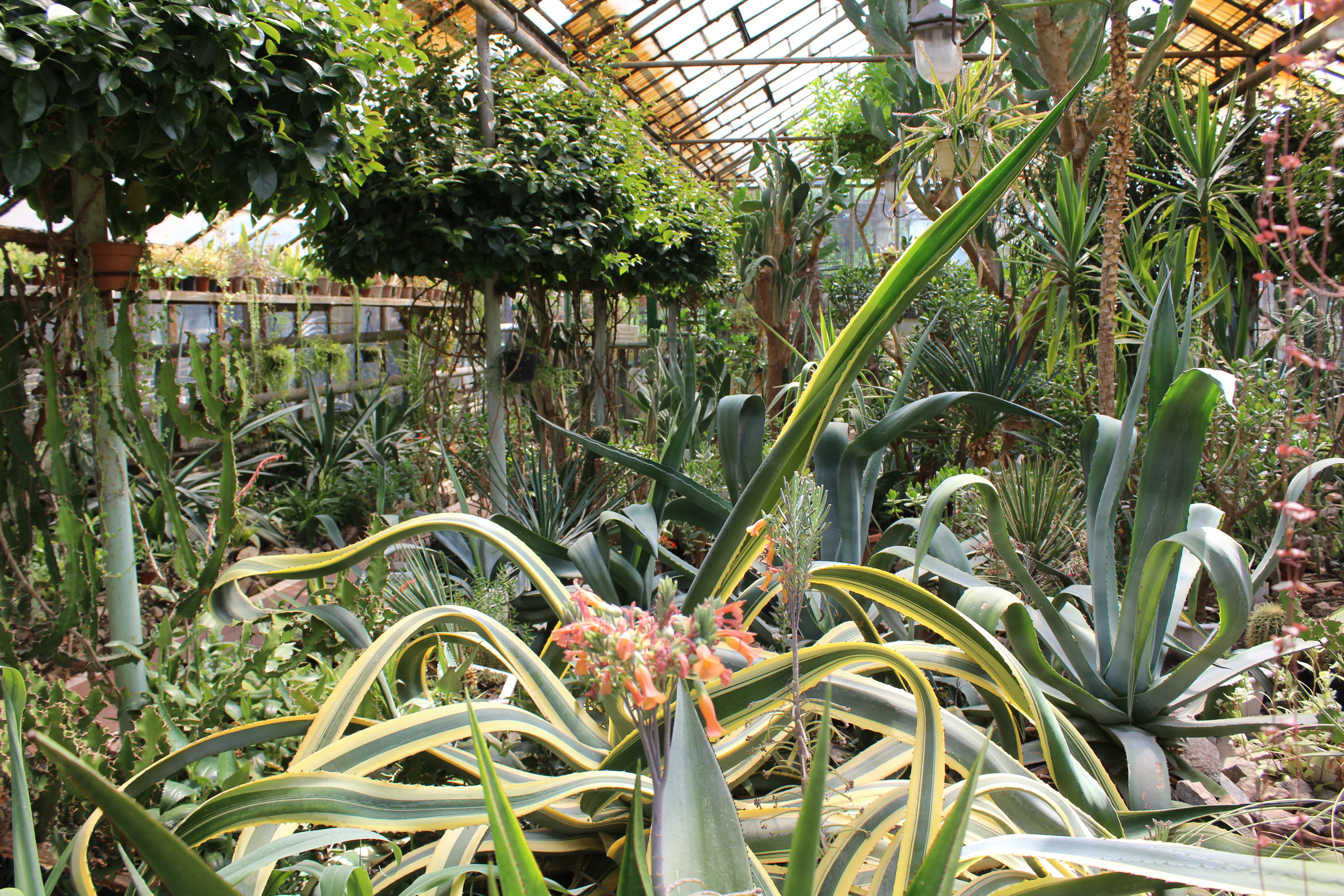
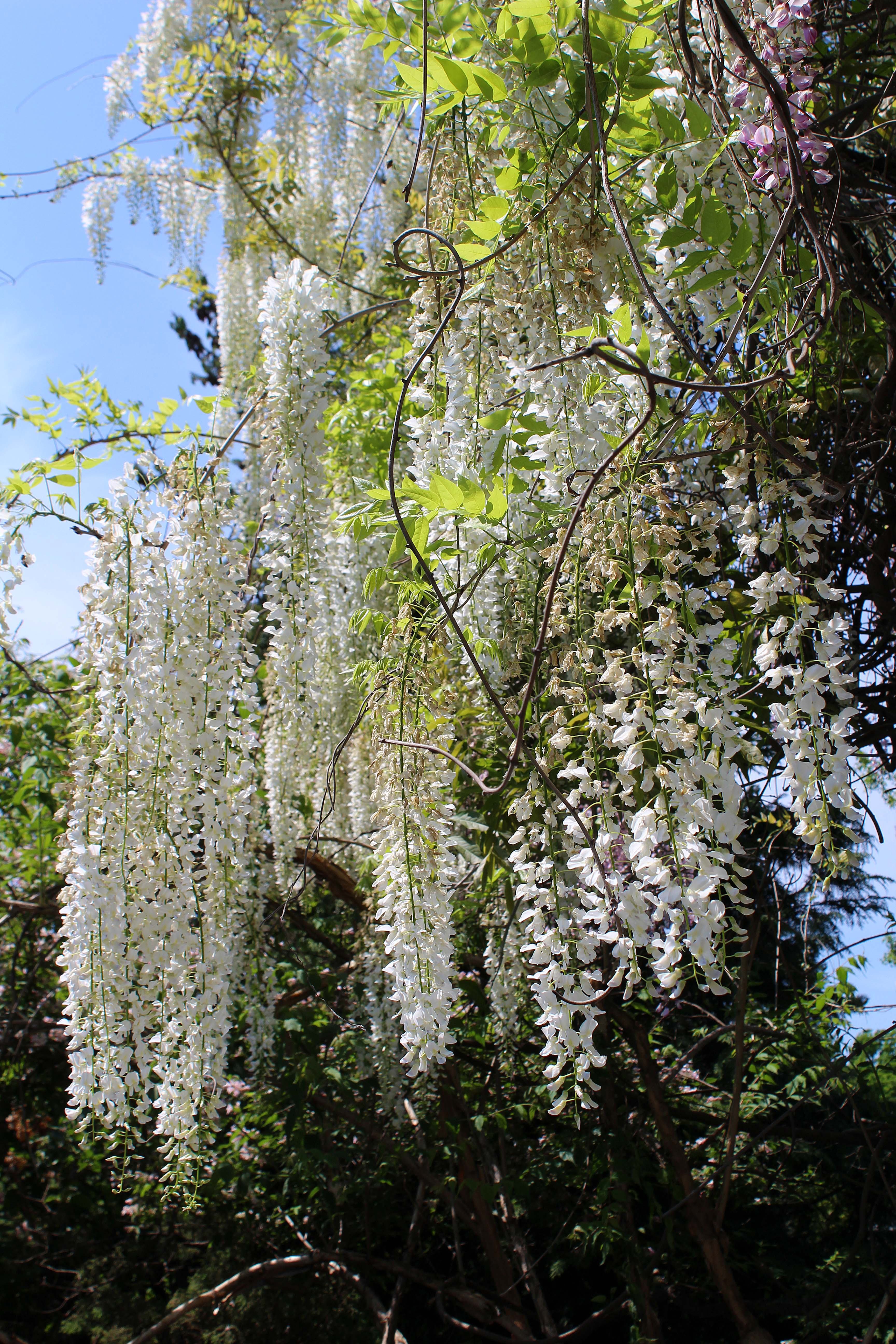
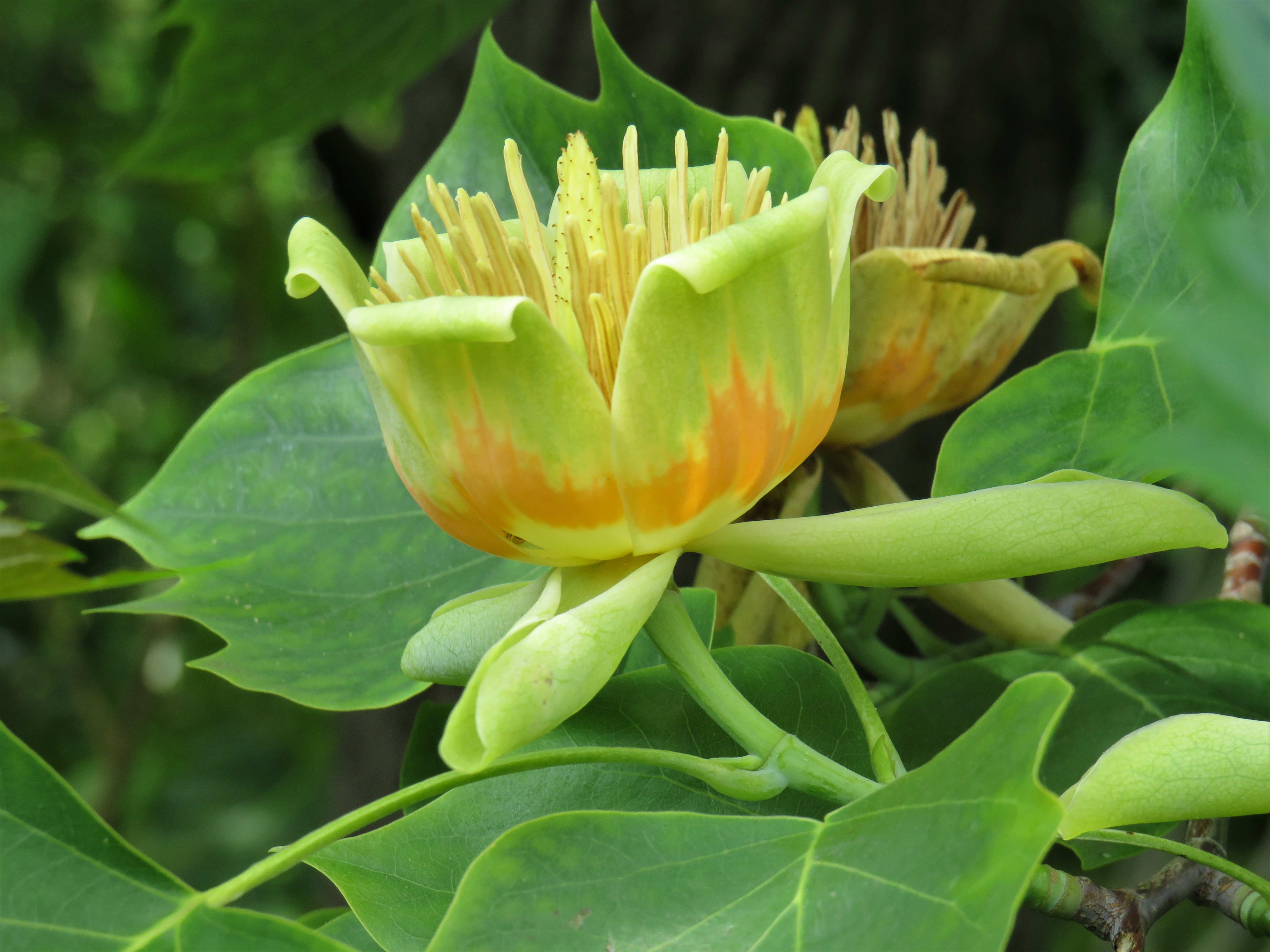
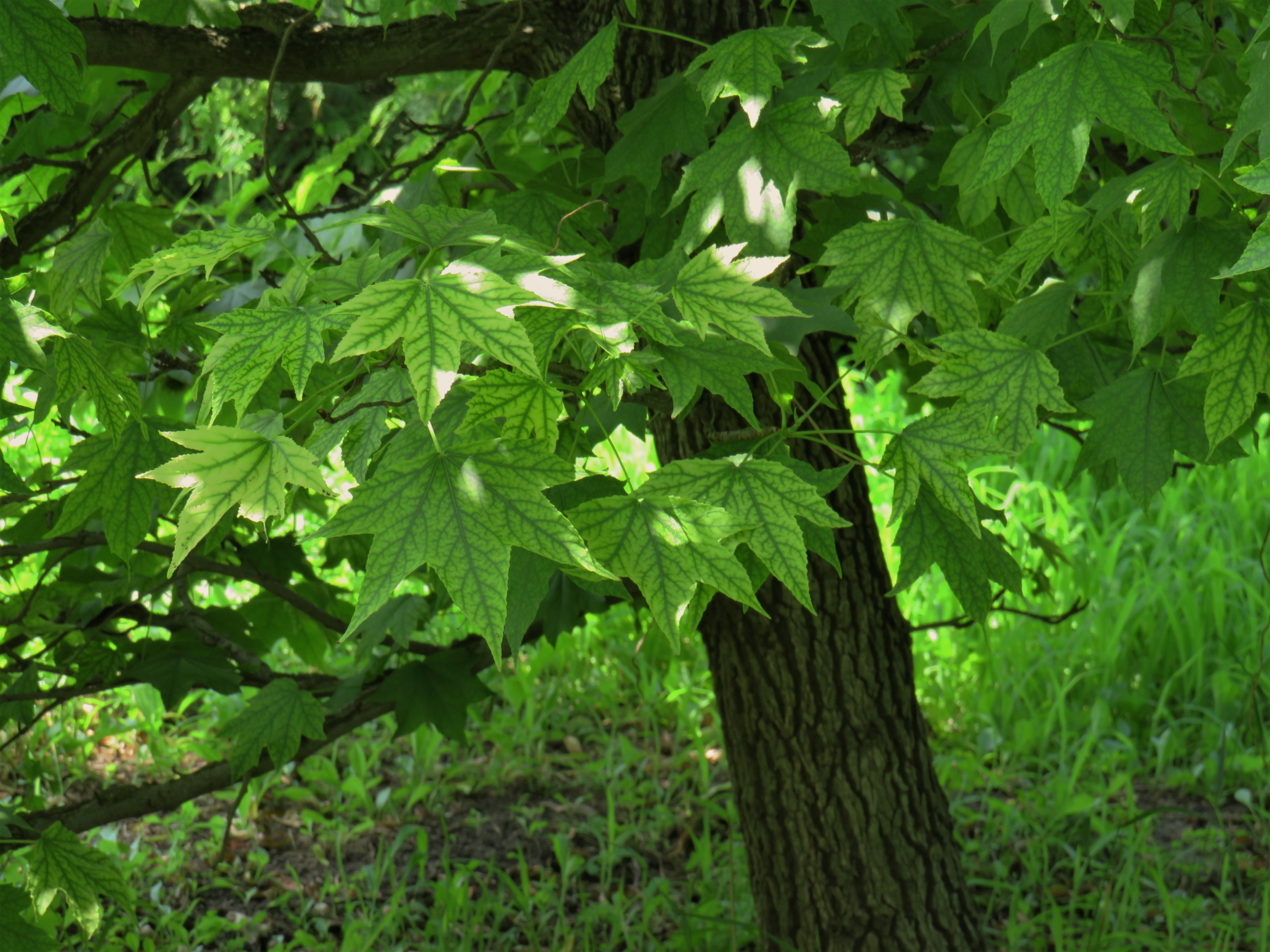
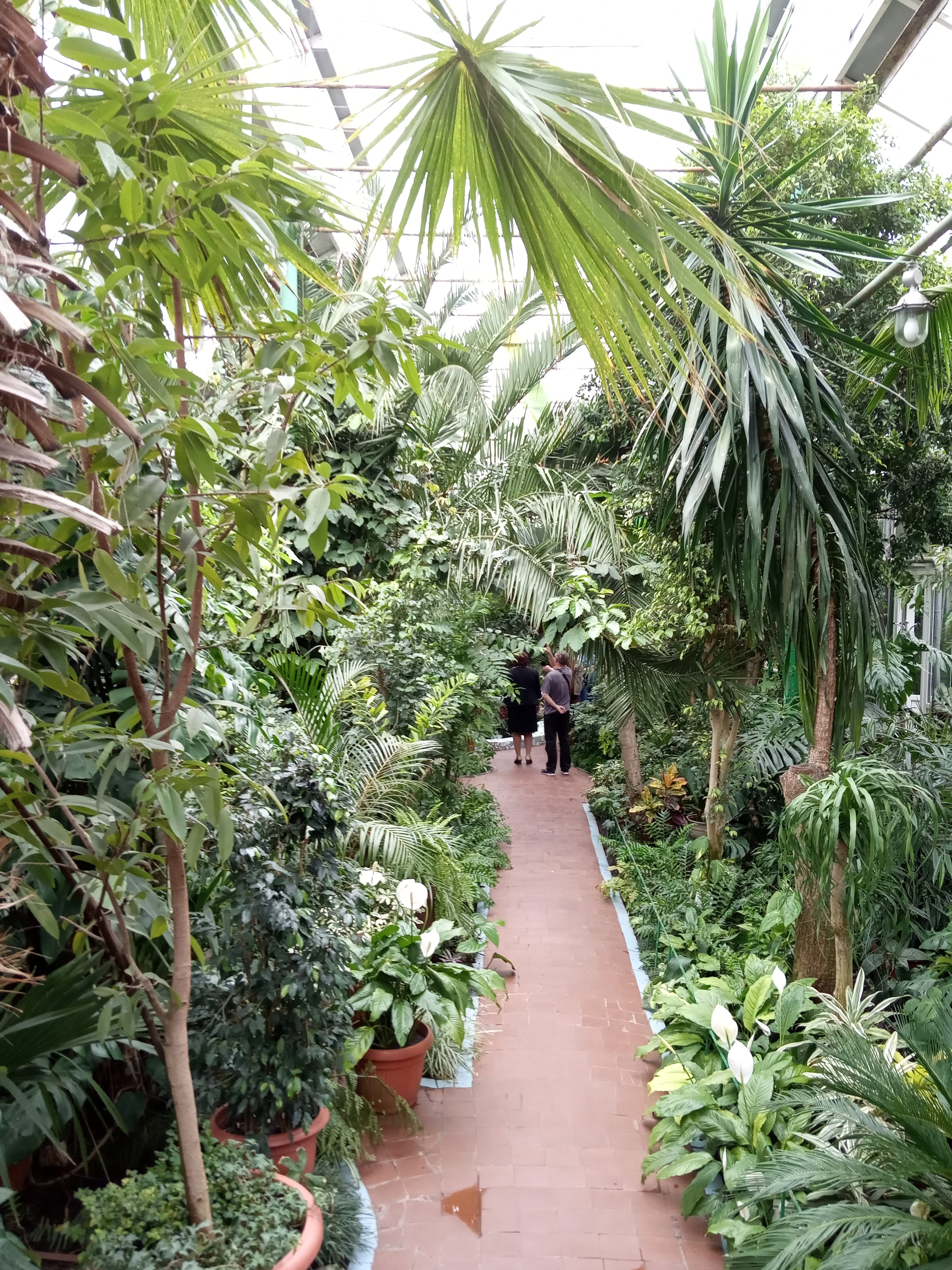
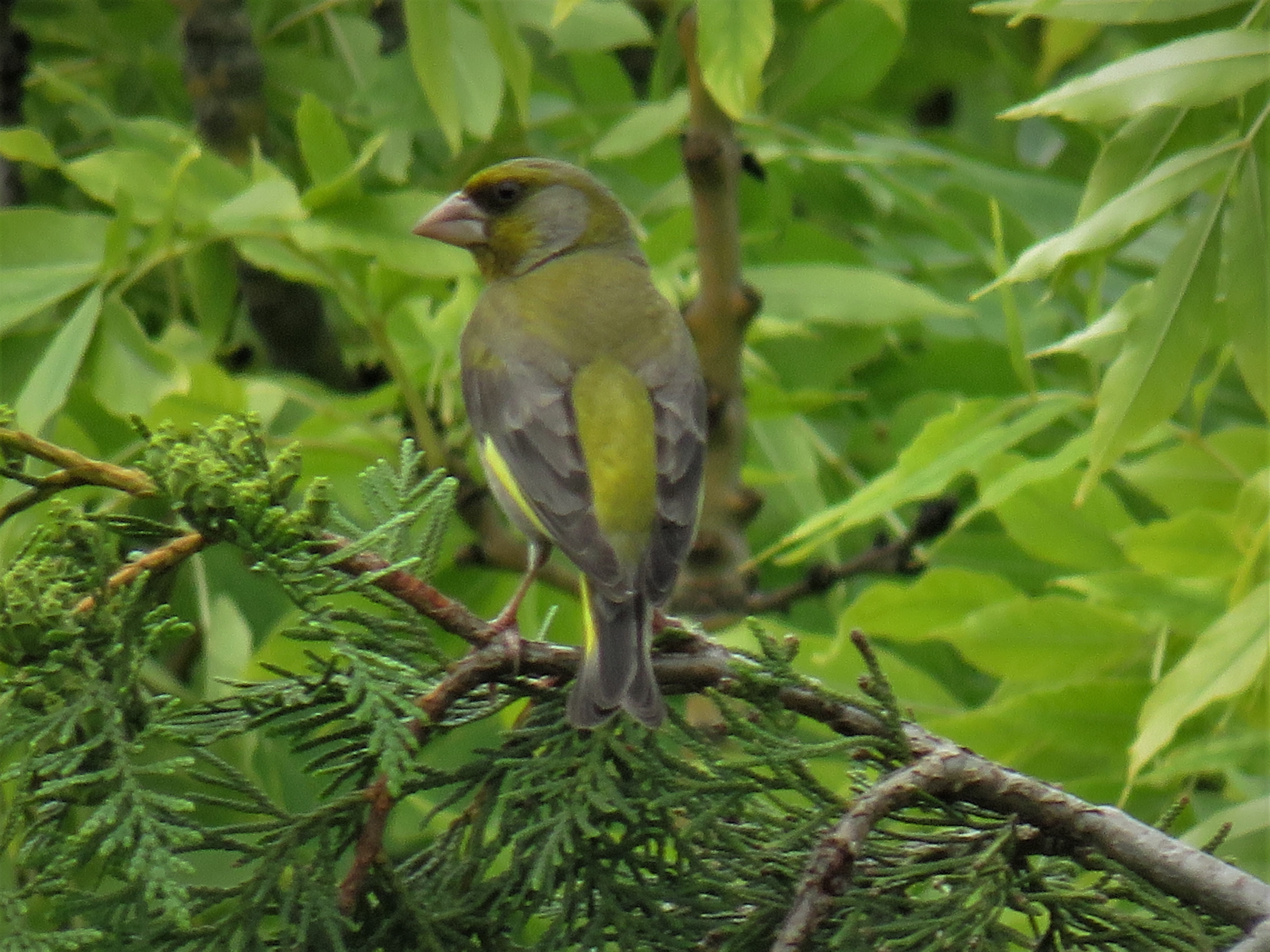
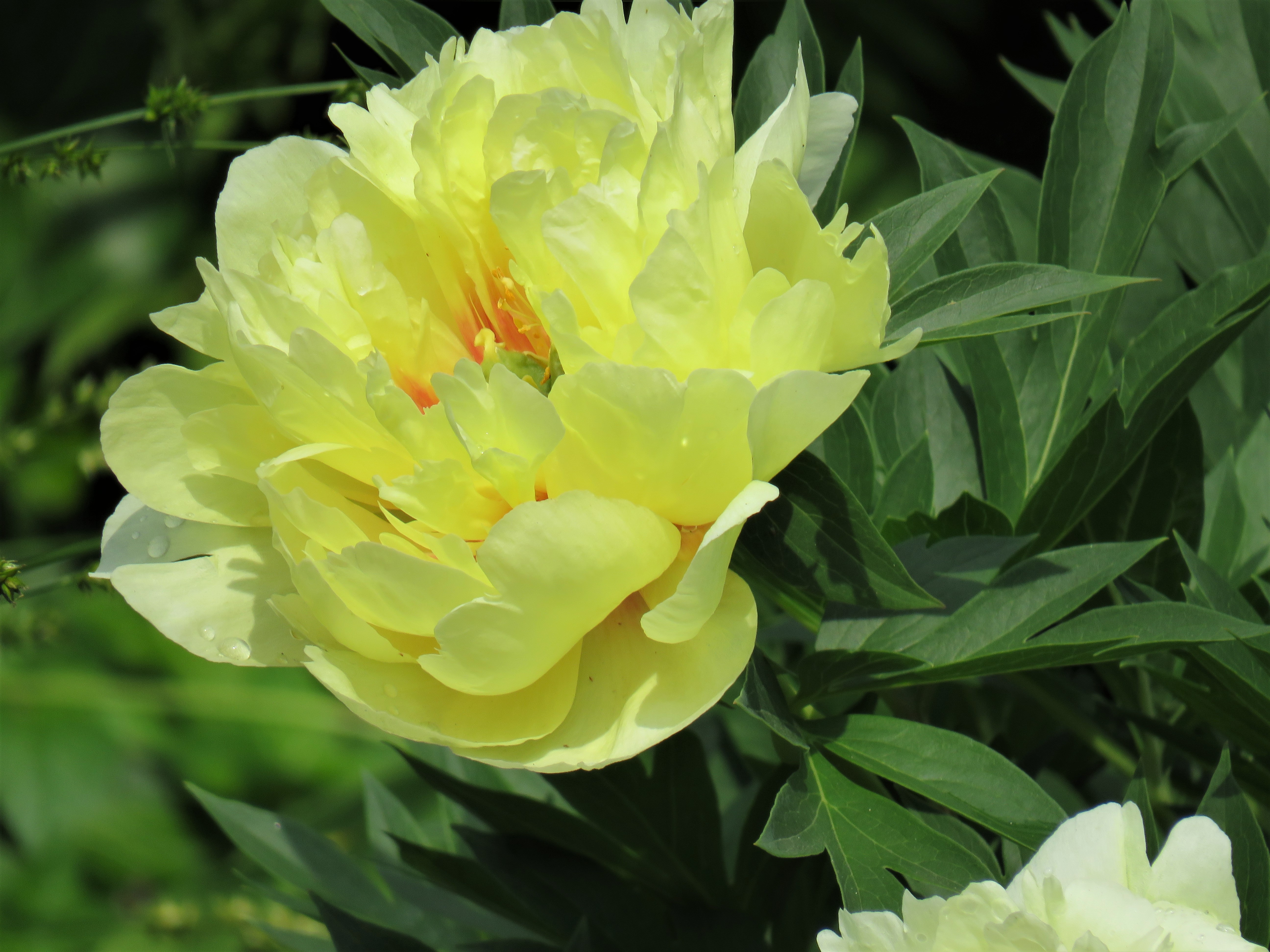
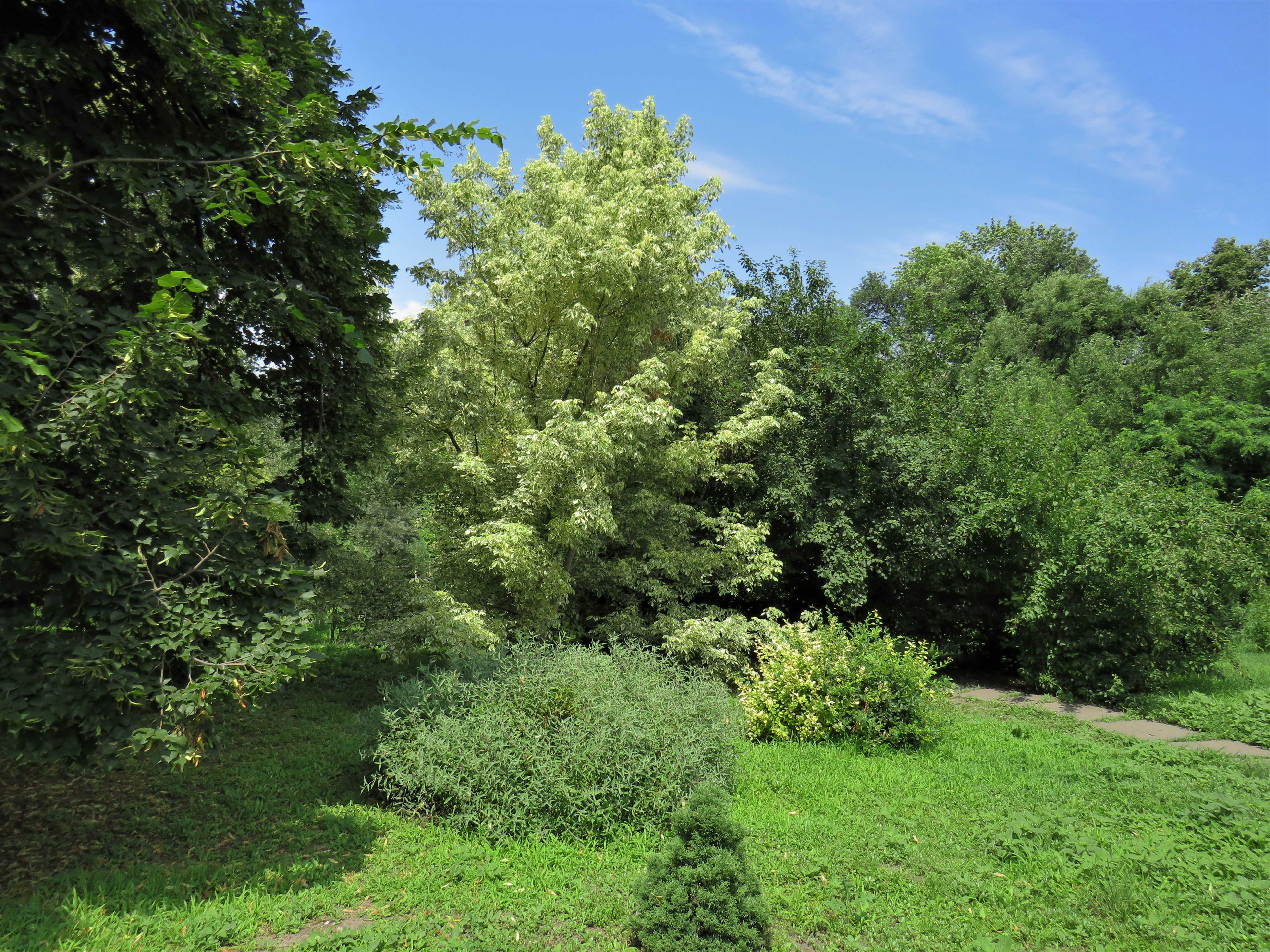
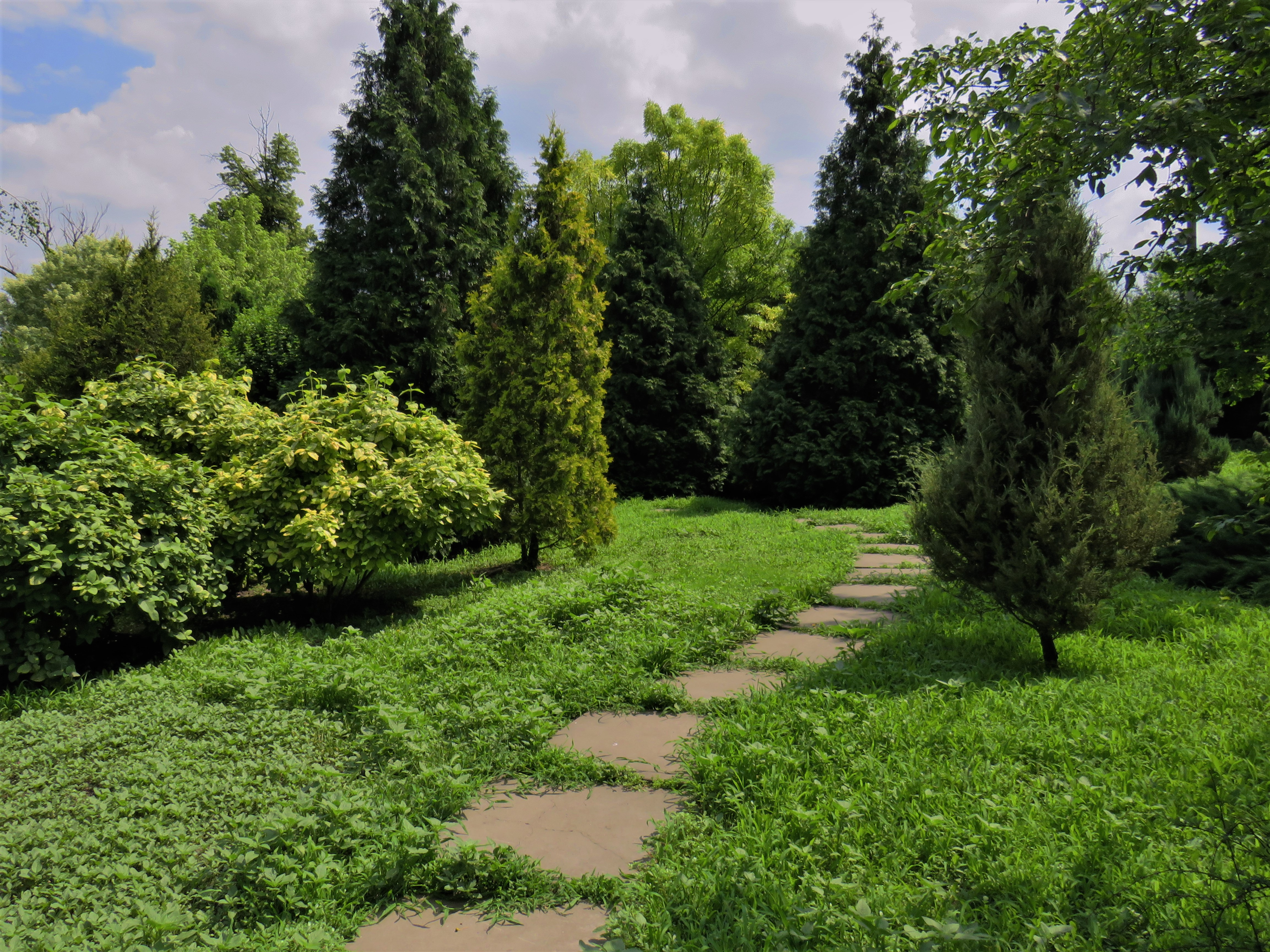
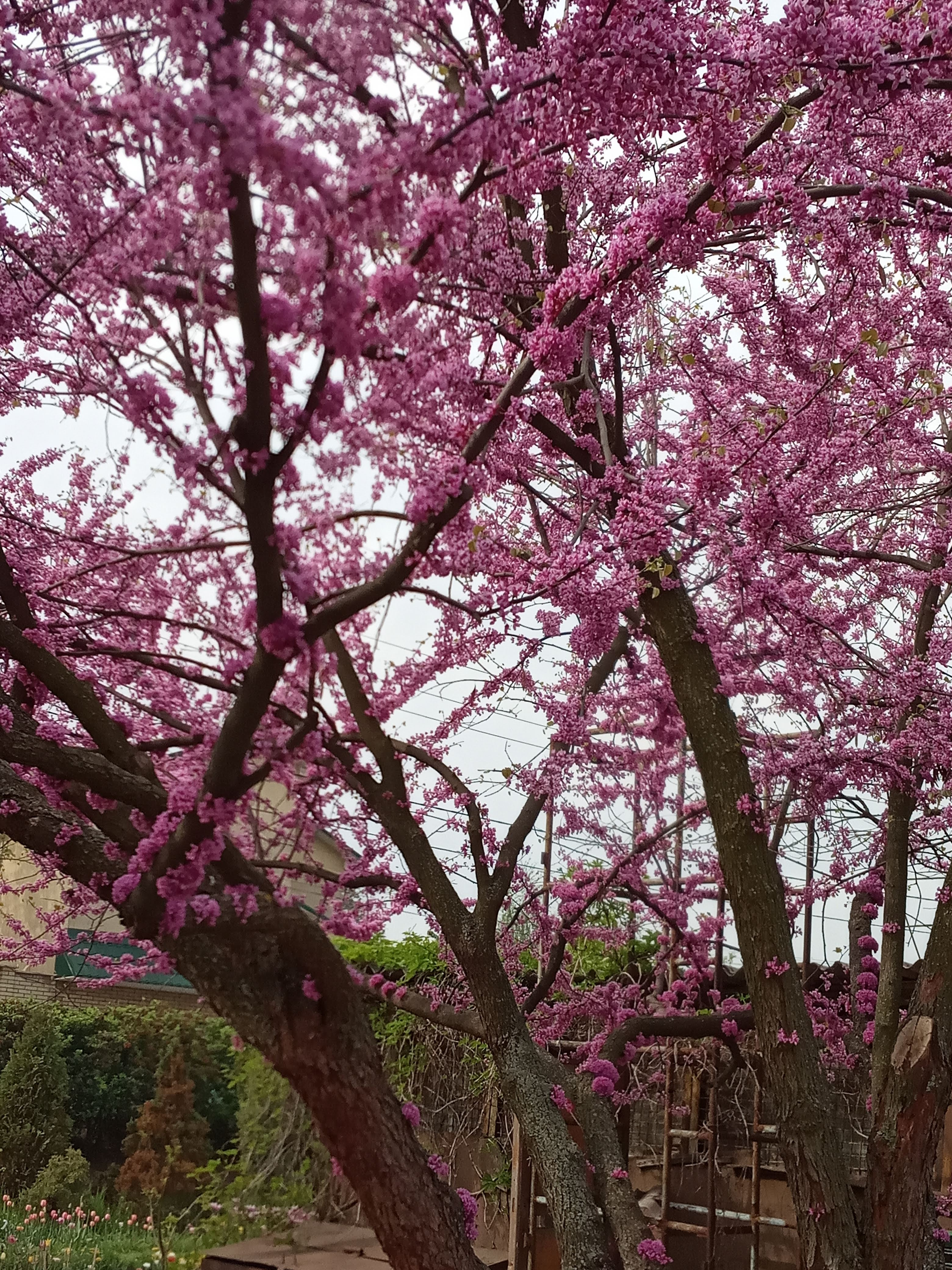
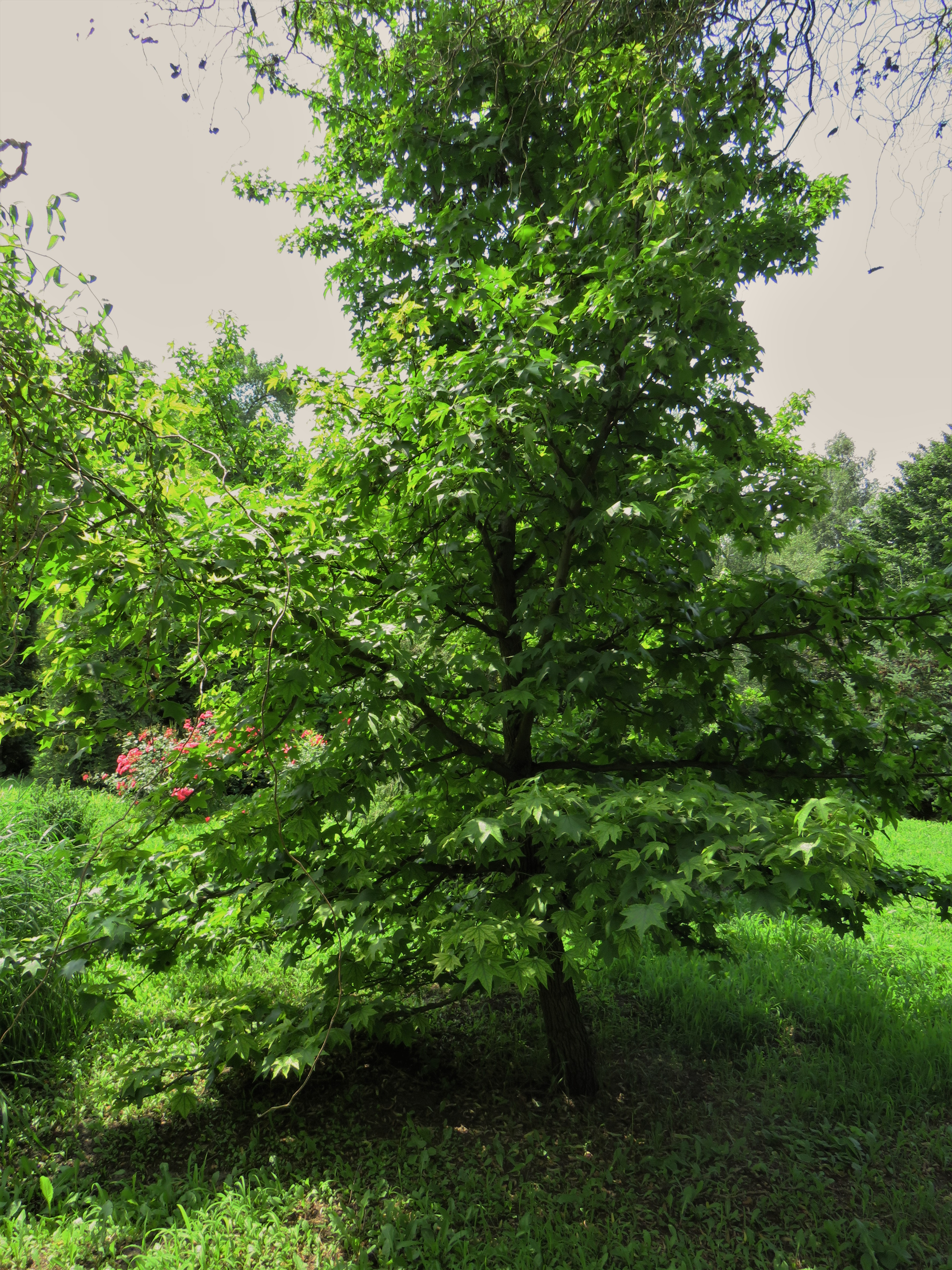
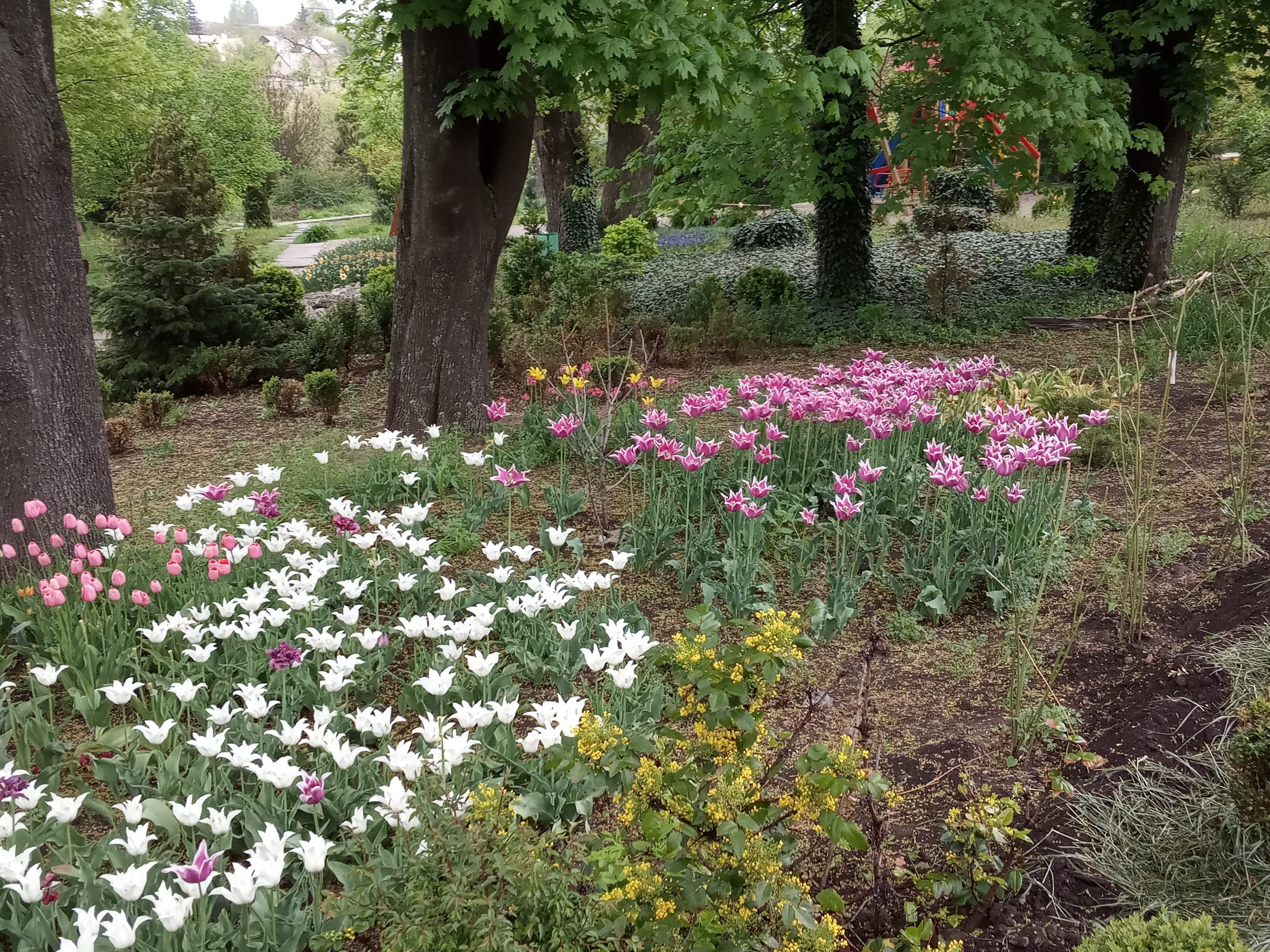
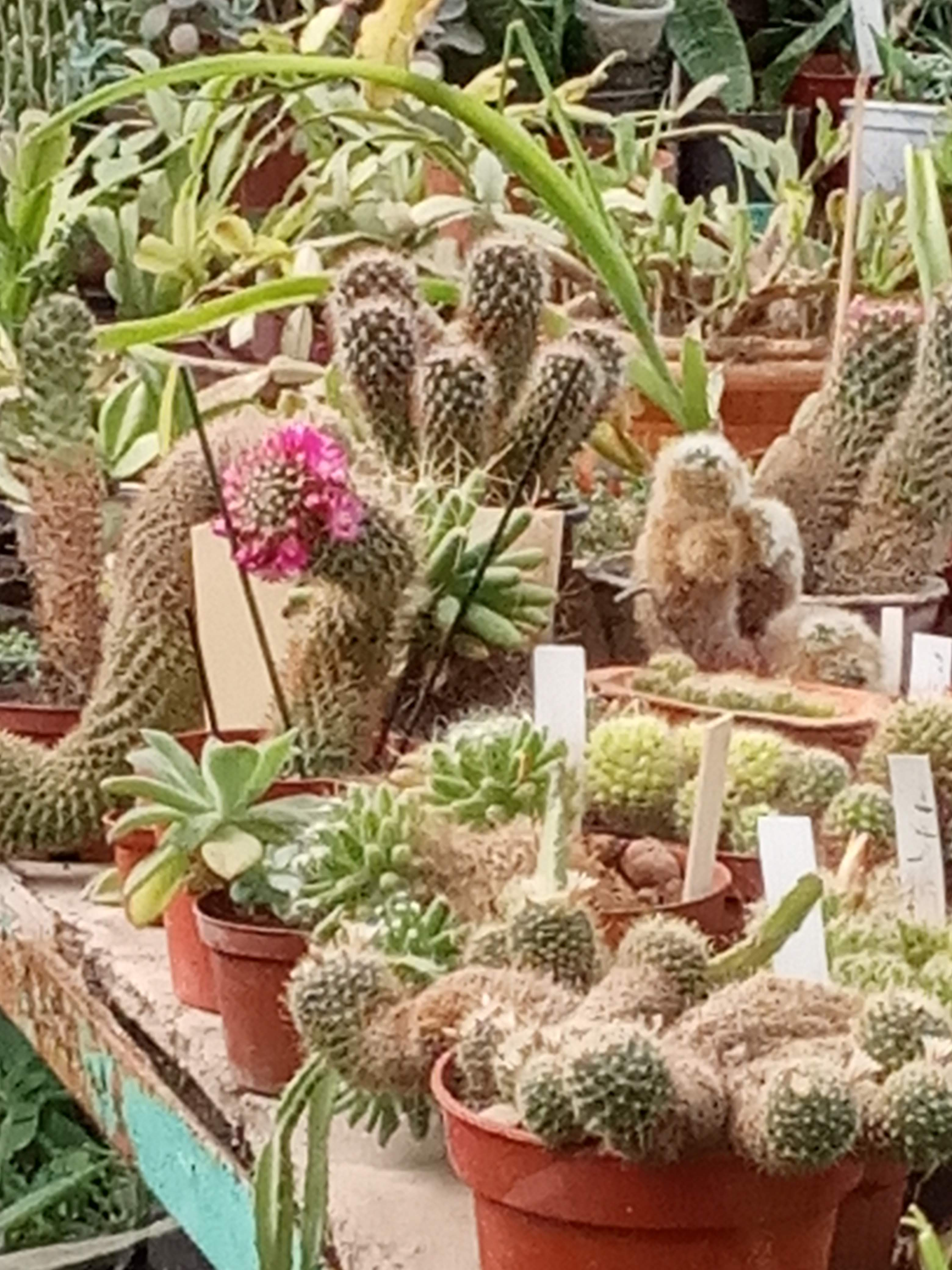